# Jens Hainmüller
Jens Hainmüller (als Autor: Jens Hainmueller) ist ein deutscher Politologe, der in den USA als Professor of Political Science and Business an der Stanford University tätig ist. Die Schwerpunkte seiner Forschung liegen unter anderem in den Bereichen der statistischen Methoden und Politischen Ökonomie sowie der Immigrations-, Einstellungs- und Wahlforschung.

## Werdegang
Hainmüller wuchs im baden-württembergischen Freiburg im Breisgau auf. An der Universität Tübingen nahm er ein Studium der Politikwissenschaft sowie der Nebenfächer Volkswirtschaftslehre und Öffentliches Recht auf und legte darin 2001 seine Zwischenprüfung ab. Im Rahmen eines Stipendienprogrammes des DAAD verbrachte Hainmüller anschließend bis 2002 ein Jahr an der Brown University in den USA. Danach nahm er ein Masterstudium in Internationaler Politischer Ökonomie an der englischen London School of Economics and Political Science auf, das er 2003 mit dem Master of Science abschloss.
Mit einer Förderung im Rahmen des McCloy Academic Scholarship Program wechselte er daraufhin an die Harvard University in den USA, wo er an der Kennedy School of Government 2005 einen Master of Public Administration erlangte. Im Anschluss nahm er in Harvard ein Promotionsstudium mit Schwerpunkten in Methodologie und Politischer Ökonomie auf, das er 2009 abschloss und daraufhin den Ph.D. verliehen bekam.
Nach Erhalt seines Ph.D. erhielt Hainmüller 2009 einen Ruf an das Massachusetts Institute of Technology (MIT), wo er am Fachbereich für Politikwissenschaft als Assistant Professor tätig wurde. Harvard blieb er als Angehöriger des dortigen Forschungsinstituts für quantitative Sozialwissenschaft erhalten. 2012 wurde er am MIT zum Associate Professor mit Berufung auf Lebenszeit („Academic tenure“) befördert. Von 2013 bis 2015 war er Fellow am Wissenschaftszentrum Berlin für Sozialforschung und ist ebenfalls seit 2013 Fellow am Centre for Research and Analysis of Migration am University College London.
2014 erhielt Hainmüller einen Ruf an die Stanford University und wurde dort als Associate Professor im politikwissenschaftliche Fachbereich sowie an der dortigen Graduate School of Business tätig. 2016 wurde er dort zum „Full Professor“ befördert.
Im Jahr 2015 gründete Hainmüller zusammen mit David Laitin das Stanford Immigration Policy Lab (IPL), ein interdisziplinäres Forschungslabor welches Politikmassnahmen im Bereich der Migration in Zusammenarbeit mit Regierungen und Nichtregierungsorganisation entwickelt und wissenschaftlich untersucht.

## Bedeutung
Hainmüller hat über 60 Studien in wissenschaftlichen Fachzeitschriften im Bereich der Politikwissenschaft, Statistik, Ökonomie, Management, und allgemeinwissenschaftlichen Zeitschriften wie Science und den Proceedings of the National Academy of Science publiziert. Laut Google Scholar (Stand: Mai 2021) wurden seine Publikationen bisher über 20,600 Mal zitiert. Insgesamt 31 Publikationen Hainmüllers wurden mindestens 100 Mal in anderen Arbeiten zitiert. Hainmüllers meistzitierte Veröffentlichung ist dabei ein zusammen mit Alberto Abadie und Alexis Diamond verfasster Artikel, der 2010 im Journal of the American Statistical Association erschien. Die Autoren thematisierten darin eine statistische Methode zur Schätzung eines Effekts in vergleichenden Fallstudien (Synthetic Control Method), die beispielsweise zur Evaluation bestimmter politischer Maßnahmen angewendet werden kann. Auf den Artikel wurde bisher über 2000 Mal in anderen Arbeiten verwiesen.
In einem Ranking von politikwissenschaftlichen Top-Forschern wurde Hainmüller als 16. meist zitierter Forscher unter allen Politikwissenschaftlern im Bezug auf neuere Zitationen gelistet.
Die wirtschaftswissenschaftlich ausgerichtete Datenbank Research Papers in Economics listet Hainmüller in Bezug auf die Breite, in der seine Arbeiten durch verschiedene ökonomische Teildisziplinen hinweg zitiert werden, unter den besten 2 Prozent von insgesamt über 50.000 berücksichtigten Wissenschaftlern (vorrangig Ökonomen).
Hainmüller wurde mit zahlreichen Wissenschaftspreisen ausgezeichnet. Unter anderem erhielt er 2014 den Emerging Scholar Award der Society of Political Methodology und wurde 2016 als Andrew Carnegie Fellow ausgewählt. Zudem wurde er 2021 als Fellow in die Society of Political Methodology eingeführt.